# 金彩瑛
金彩瑛（韓語：김채영，1996年1月15日—）是韩国职业九段围棋棋手。2013年在第三届黄龙士双登杯世界女子围棋擂台赛上连胜宋容慧五段、大泽奈留美四段、陈一鸣二段和石井茜二段后负于於之莹二段。
2014年2:1战胜朴志恩，夺得第19届韩国围棋女子国手战冠军。同年获得第四届世界智力精英运动会女子个人赛银牌。
2016年在第六届黄龙士双登杯上连胜木部夏生二段、王祥云二段、青木喜久代八段和宋容慧五段。
2018年战胜牛荣子、高星、谢依旻、於之莹和崔精，夺得首届“吴清源杯”世界女子围棋赛冠军。